# Instituto de Gestão Financeira da Segurança Social
A Segurança Social Portuguesa, que constitui o sistema nacional de segurança social de Portugal, pretende assegurar direitos básicos, igual oportunidade, bem-estar e coesão social a todos os cidadãos portugueses ou estrangeiros que exerçam profissão ou residam em Portugal.
Assim é deduzida parte de todos os rendimentos ou proveitos de trabalhadores dependentes, independentes ou pessoa colectiva, de modo a criar um fundo comunitário. Este fundo vale a situações de desemprego, reformas pensionárias, salário mínimo garantido, Prestações Familiares, cuidados de saúde e outras regalias sociais.
O primeiro sistema de segurança social em Portugal, assim como um modelo global de protecção laboral e de previdência social, foi criada por António de Oliveira Salazar, baseado da doutrina da escola de Frédéric Le Play, misturando-a com o socialismo catedrático.
A Caixa Geral de Aposentações, embora distinto do Instituto da Segurança Social, faz parte do sistema previdencial português, relativamente aos funcionários públicos, admitidos até 31-12-2005.

## Composição
A Segurança Social Portuguesa é composta por três sistemas: 
- Sistema de proteção social de cidadania: tem por objetivo garantir direitos básicos dos cidadãos e igualdade de oportunidades, bem como promover o bem-estar e a coesão sociais. É composto por três subsistemas:
  - Subsistema de ação social: tem como objetivos fundamentais a prevenção e reparação de situações de carência e desigualdade sócio-económica, de dependência, de disfunção, exclusão ou vulnerabilidade sociais, bem como a integração e promoção comunitárias das pessoas e o desenvolvimento das respetivas capacidades. Assegura ainda especial proteção aos grupos mais vulneráveis, nomeadamente crianças, jovens, pessoas com deficiência e idosos, bem como a outras pessoas em situação de carência económica ou social;
  - Subsistema de solidariedade: destina-se a assegurar — com base na solidariedade de toda a comunidade — direitos essenciais por forma a prevenir e a erradicar situações de pobreza e de exclusão, bem como a garantir prestações em situações de comprovada necessidade pessoal ou familiar, não incluídas no sistema previdencial. Pode abranger também — nos termos a definir por lei — situações de compensação social ou económica em virtude de insuficiências contributivas ou prestacionais do sistema previdencial;
  - Subsistema de proteção familiar: visa assegurar a compensação de encargos familiares acrescidos quando ocorram as eventualidades legalmente previstas.
- Sistema previdencial: visa garantir — assente no princípio de solidariedade de base profissional — prestações pecuniárias substitutivas de rendimentos de trabalho perdido em consequência da verificação das eventualidades legalmente definidas;
- Sistema complementar: compreende um regime público de capitalização e regimes complementares de iniciativa coletiva e de iniciativa individual.

## Princípios
Os princípios gerais do sistema são:
- Princípio da universalidade: consiste no acesso a todas as pessoas à proteção social assegurada pelo sistema, nos termos definidos por lei.
- Princípio da igualdade: consiste na não discriminação dos beneficiários, designadamente em razão do sexo e da nacionalidade, sem prejuízo, quanto a esta, de condições de residência e de reciprocidade.
- Princípio da solidariedade: consiste na responsabilidade colectiva das pessoas entre si na realização das finalidades do sistema e envolve o concurso do Estado no seu financiamento, nos termos definidos pela Lei n.º 4/2007, de 16 de janeiro.
- Princípio da equidade social: consiste no tratamento igual de situações iguais e no tratamento diferenciado de situações desiguais.
- Princípio da diferenciação positiva: consiste na flexibilização e modulação das prestações em função dos rendimentos, das eventualidades sociais e de outros fatores, nomeadamente de natureza familiar, social, laboral e demográfica.
- Princípio da subsidiariedade: assenta no reconhecimento do papel essencial das pessoas, das famílias e de outras instituições não públicas na prossecução dos objetivos da Segurança Social, designadamente no desenvolvimento da ação social.
- Princípio da inserção social: caracteriza-se pela natureza ativa, preventiva e personalizada das ações desenvolvidas no âmbito do sistema, com vista a eliminar as causas de marginalização e exclusão social e a promover a dignificação humana.
- Princípio da coesão intergeracional: implica um ajustado equilíbrio e equidade geracionais na assunção das responsabilidades do sistema.
- Princípio do primado da responsabilidade pública: consiste no dever do Estado de criar as condições necessárias à efetivação do direito à Segurança Social e de organizar, coordenar e subsidiar o sistema de Segurança Social.
- Princípio da complementaridade: consiste na articulação das várias formas de proteção social públicas, sociais, cooperativas, mutualistas e privadas com o objetivo de melhorar a cobertura das situações abrangidas e promover a partilha das responsabilidades nos diferentes patamares da proteção social.
- Princípio da unidade: pressupõe uma atuação articulada dos diferentes sistemas, subsistemas e regimes de Segurança Social no sentido da sua harmonização e complementaridade.
- Princípio da descentralização: manifesta-se pela autonomia das instituições, tendo em vista uma maior aproximação às populações, no quadro da organização e planeamento do sistema e das normas e orientações de âmbito nacional, bem como das funções de supervisão e fiscalização das autoridades públicas.
- Princípio da participação: envolve a responsabilização dos interessados na definição, no planeamento e gestão do sistema e no acompanhamento e avaliação do seu funcionamento.
- Princípio da eficácia: consiste na concessão oportuna das prestações legalmente previstas, para uma adequada prevenção e reparação das eventualidades e promoção de condições dignas de vida.
- Princípio da tutela dos direitos adquiridos e dos direitos em formação: visa assegurar o respeito por esses direitos, nos termos definidos pela Lei n.º 4/2007, de 16 de janeiro.
- Princípio da garantia judiciária: assegura aos interessados o acesso aos tribunais, em tempo útil, para fazer valer o seu direito às prestações.
- Princípio da informação: consiste na divulgação a todas as pessoas, quer dos seus direitos e deveres, quer da sua situação perante o sistema e no seu atendimento personalizado.

## Objetivos
Os objetivos prioritários do sistema de Segurança Social são:
- Garantir a concretização do direito à Segurança Social;
- Promover a melhoria sustentada das condições e dos níveis de proteção social e o reforço da respetiva equidade;
- Promover a eficácia do sistema e a eficiência da sua gestão.

## Administração
A Segurança Social é administrada pelo Estado, sob a tutela de um ministério cuja designação oficial tem vindo a variar de governo para governo (desde 2015, designa-se "Ministério do Trabalho, Solidariedade e Segurança Social"). Nessa administração intervêm atualmente os seguintes organismos:

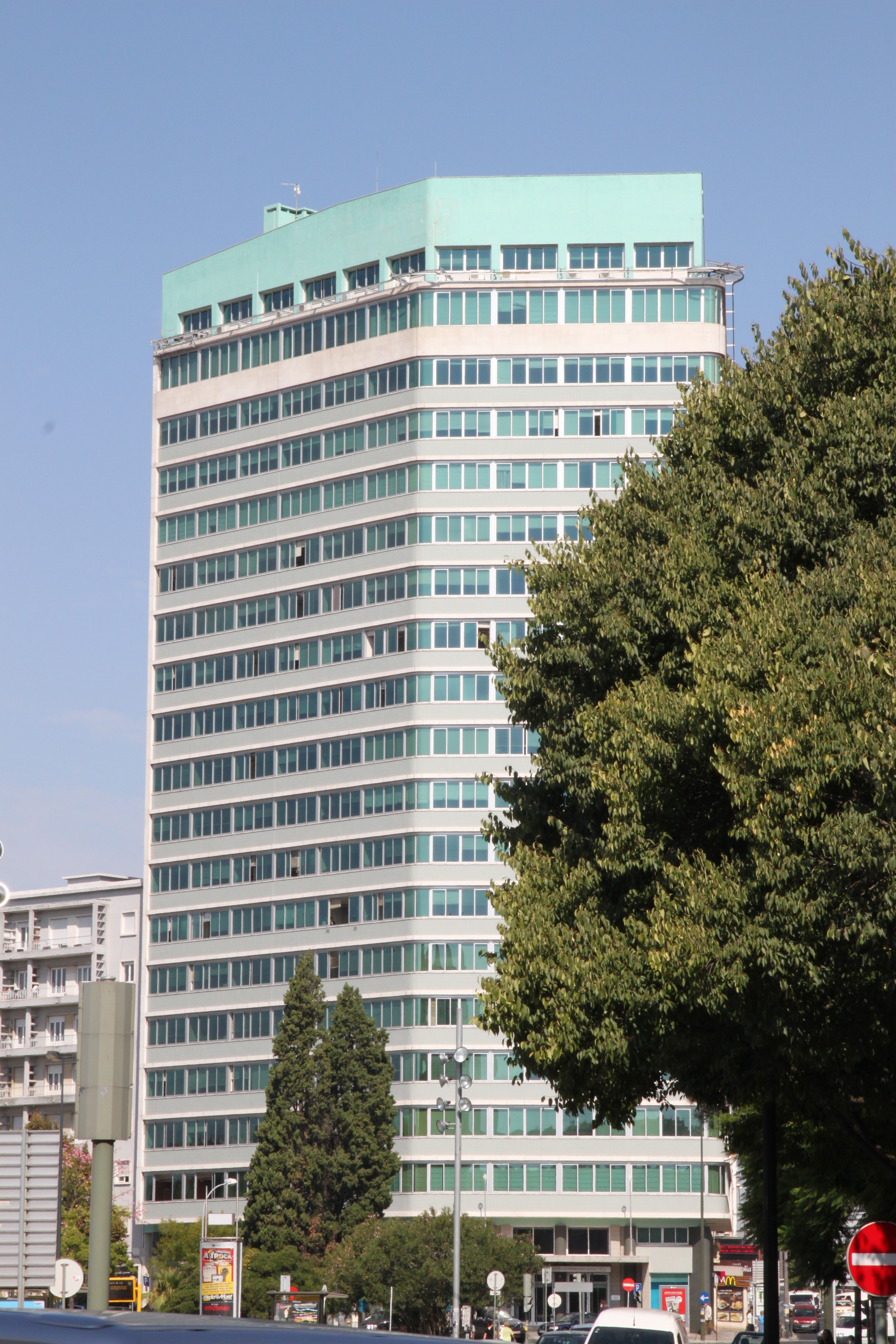
Sede do ministério responsável pela Segurança Social, na Praça de Londres em Lisboa.

- Direção-Geral da Segurança Social - responsável pela conceção, coordenação e apoio nas áreas do sistema da Segurança Social, incluindo a proteção contra os riscos profissionais, bem como o estudo, a negociação técnica e a coordenação da aplicação dos instrumentos internacionais relativos à legislação do mencionado sistema;
- Instituto da Segurança Social, IP (ISS) - é o organismo central de gestão e coordenação nacional do sistema de Segurança Social, sem prejuízo das competências dos órgãos próprios das regiões autónomas dos Açores e da Madeira. É responsável por garantir a proteção e inclusão social dos cidadãos, reconhecendo os direitos e assegurando o cumprimento das obrigações, e promovendo o exercício da ação social. Inclui o Centro Nacional de Pensões e 18 centros distritais de Segurança Social. Até à criação do ISS em 2000, a administração da Segurança Social era realizada de forma descentralizada através de vários institutos públicos de âmbito regional designados "centros regionais de Segurança Social";
- Instituto de Gestão de Fundos de Capitalização da Segurança Social, IP - responsável pela gestão de fundos de capitalização, no âmbito do financiamento do sistema de Segurança Social do Estado e de outros sistemas previdenciais;
- Instituto de Gestão Financeira da Segurança Social, IP (IGFSS) - responsável pela gestão financeira unificada dos recursos económicos consignados no orçamento da Segurança Social;
- Instituto de Informática, IP - responsável por definir e propor as políticas e estratégias de tecnologias de informação e comunicação, garantindo o planeamento, conceção, execução e avaliação das iniciativas de informatização e atualização tecnológica do ministério que tutela a Segurança Social;
- Instituto de Segurança Social da Madeira, IP-RAM - no âmbito do sistema integrado de Segurança Social, é responsável pela gestão dos regimes de segurança social, o reconhecimento dos direitos e o cumprimento das obrigações decorrentes dos regimes de segurança social, a gestão da recuperação da dívida e o exercício da ação social, bem como assegurar a aplicação dos instrumentos internacionais de segurança social na Região Autónoma da Madeira;
- Instituto da Segurança Social dos Açores, IPRA - tem uma responsabilidade análoga ao instituto acima referido na Região Autónoma dos Açores.